# 多瑙河畔沃尔特
多瑙河畔沃尔特（德語：Wörth an der Donau，官方拼写为，發音：[ˈvœʁt ʔan deːɐ̯ ˈdoːnaʊ] ⓘ）是德国巴伐利亚州上普法尔茨行政区雷根斯堡县的城市，面积52.25平方千米，2023年12月31日人口为5,148人。